# Ernest Garfield
Ernest Garfield (* 14. Juli 1932 in Arizona) ist ein US-amerikanischer Geschäftsmann und Politiker (Republikanische Partei).

## Werdegang
Ernest Garfield, Sohn von Emil und Carmen (Ybarra) Garfield, wurde 1932 am Colorado River in Arizona geboren. Seine Kindheit war von der Weltwirtschaftskrise überschattet und die Folgejahre vom Zweiten Weltkrieg. Garfield diente von 1952 bis 1955 in der United States Army. Von 1962 bis 1970 betrieb er ein eigenes Versicherungsunternehmen in Tucson (Pima County) namens Garfield Insurance Agency.
Garfield saß im Senat von Arizona. Von 1967 bis 1968 war er stellvertretender Vorsitzender im Senate Education Committee. Außerdem saß er in folgenden Ausschüssen: Appropriations Committee, Judiciary Committee und Commerce and Industry Committee.
Von 1970 bis 1971 war er als Deputy Treasurer tätig und von 1971 bis 1973 als State Treasurer von Arizona. Während seiner Amtszeit als State Treasurer half er bei der Reform des Investmentrechts in Arizona. Durch seine Bemühungen konnte der Bundesstaat Arizona während seiner Amtszeit mehr Zinserträge erwirtschaften, als unter allen vorherigen State Treasurern von Arizona zusammen.
Garfield saß von 1974 bis 1978 in der Commissioner Arizona Corporation Commission. Dabei leitete er während der Ölkrisen im Nahen Osten The White House Conference on Energy von der National Association of Regulatory Utility Commissioners (NARUC) und stimmte für die Genehmigung des Kernkraftwerks Palo Verde.
Garfield graduierte 1975 mit einem Bachelor of Science an der University of Arizona. Seinen Bachelor of International Management machte er 1975 und seinen Master 1976, beide an der American Graduate School in Phoenix (Arizona).
Nach seinem Ausscheiden aus der Politik 1979 geht er unterschiedlichen Geschäftsinteressen nach. Er betätigt sich bei der Bankenorganisation, der Immobilienentwicklung und im Verlagswesen. Bis 2009 half er 31 Banken erfolgreich bei ihrer Gründung. Garfield hatte 1988 den Vorsitz in der Arizona Governor Commission on Rape Prevention und ist seit 1990 Mitglied in der National Commission on Rape Prevention. 1989 saß er im Republican Senatorial Inner Circle und in der Task Force von Präsidenten George H. W. Bush.
Garfield hält den Vorsitz bei folgenden Unternehmen: seit 1979 bei United Bancorp Systems, Inc., seit 1994 bei Interstate Bank Developers, Inc. in Scottsdale (Maricopa County). Seit 2004 ist er im Vorstand vom East Valley Institute of Technology Education Foundation und seit 2007 bei der Arizona Finance Institutions Task Force.

## Auszeichnungen
- Congressional Recognition for “Leadership and Dedication to Promoting Commerce Between the U.S. and Asian Markets”
- Sir CV Raman Award for Outstanding Contribution to Science (2009)